# Кендзежавская, Дорота
Доро́та Кендзежа́вская (пол. Dorota Kędzierzawska; род. 1 июня 1957 года в Лодзи) — польский режиссёр, сценаристка и монтажёр, леди Рыцарского креста Ордена Возрождения Польши.
Известна своими фильмами, затрагивающими темы социальной маргинализации, такими как «Воро́ны» (1994), «Ничто» (1998), «Я есть» (2005), «Пора умирать» (2007) и «Завтра будет лучше» (2011). Важную роль в её сюжетах играли дети, зачастую более эмоционально зрелые, чем взрослые персонажи. Творчество Кендзежавской интерпретировалось с точки зрения вдохновения советским кинематографом, импрессионизмом и живописным символизмом, а также медленным кино.
Её фильмы получили множество наград не только в Польше, но и на ведущих международных кинофестивалях: в Каннах («Вороны»), в Берлине («Я есть», «Завтра будет лучше») и в Сан-Франциско («Пора умирать»). Кендзежавская также является лауреатом двух премий Международной федерации кинопрессы: за телевизионный фильм «Конец света» (пол. Koniec świata) в 1989 году и за художественный фильм, посвящённый теме абортов, — «Ничего» — в 1999 году. Кендзежавскую называли одним из ведущих режиссёров польского кино.

## Стиль фильмов
Марцин Радо́мский (пол. Marcin Radomski) относит творчество Дороты Кендзежавской к сфере отдельного авторского кино. На её кинематографический стиль значительное влияние оказало советское кино, в частности работы Андрея Тарковского, Василия Шукшина, Никиты Михалкова, Киры Муратовой и Ларисы Шепитько. Дорота Кендзежавская интересуется прежде всего социальными проблемами, затронутыми ещё в её студенческих этюдах. Это такие вопросы, как маргинализация (цыганское меньшинство в «Дьяволах», пол. Diabły), одиночество нежеланных или недосмотренных детей («Во́роны», «Я есть»), аборты («Ничто»), старость («Пора умирать») и вынужденная эмиграция («Завтра будет лучше»). По словам Янины Фалько́вской (пол. Janina Falkowska), «герои фильмов Кендзежавской — бессильные жертвы, которые не могут выразить свой гнев. Их буквальное и символическое молчание свидетельствует о беспомощности поляков в современную эпоху» . Ивона Гродзь (пол. Iwona Grodź) и Ро́берт Стефано́вский (пол. Robert Stefanowski) утверждают, что главная тема фильмов Кендзежавской — детство или просто ребёнок:

Взрослые являются равноправными или первостепенными персонажами, как правило, лишь в немногих фильмах этого режиссёра. Это либо зрелые люди, которые выступают в роли родителей или опекунов, напр. «Вороны», «Ничего», «Я есть» и т. п., либо речь идёт о стареющей женщине, которая решает переписать свой дом на сирот, напр. «Пора умирать».
Оригинальный текст (пол.)Dorośli są równoprawnymi lub pierwszoplanowymi bohaterami zasadniczo tylko w nielicznych filmach tej reżyserki. Są to albo ludzie dojrzali, którzy występują w roli rodziców lub opiekunów, np. Wrony, Nic, Jestem itp., albo chodzi o starzejącą się kobietę, która decyduje przepisać swój dom sierotom, np. Pora umierać.